# Grupul Carpatin Făgărășan
Grupul Carpatin Făgărășan este una din grupările înarmate care au luptat în Munții Carpați împotriva regimului comunist din România. Numărul precis al acestora nu este cunoscut cu exactitate deoarece în arhivele Securității există doar tabele parțiale, care diferă de la an la an. Fundația „Luptătorii din Rezistența Armată Anticomunistă” a numărat peste 200 de grupuri.
Specialiștii Consiliul National pentru Studierea Arhivelor Securității au identificat următoarele zone în care au existat asemenea centre de rezistență: Maramureș, Arad, Munții Apuseni, Alba, Cluj, Crișul Alb, Sibiu, Hunedoara, Banat, Gorj, Craiova, Vâlcea, Sudul si Nordul Munților Făgăraș, Brașov, Dobrogea, Vrancea, Covasna, Bârlad, Bacău, Munții Rodnei,  Suceava, Bistrița Năsăud, Bucovina.
Membrii Grupul Carpatin Făgărășan nu se considerau "partizani" –  întrucât nu apărau nici un partid –, ci "haiduci", deoarece luptau împotriva sistemului comunist. Obiectivul lor era să reziste în munți până la izbucnirea unui al Treilea Război Mondial, considerat a fi inevitabil, între forțele militare anglo-americane și cele sovietice. În acele momente Grupul Carpatin Făgărășan ar fi ajutat ofensiva anglo-americană la eliberarea României.

## Context

### Martie 1944
Rezistența armată anticomunistă din România a început în Bucovina, după ce trupele sovietice au intrat pe teritoriul României, acțiunea fiind coordonată de ofițeri ai Armatei Române.Rezistența armată s-a extins ulterior în toți munții României.

### Toamna și iarna anului 1944
Germanii au lansat parașutiști care aveau misiunea de a acționa la momentul oportun împotriva armatei sovietice. Câteva din grupurile care erau cunoscute de către regimul comunist s-au autodesființat, în timp ce altele, necunoscute regimului, au rămas în munți, până în 1948, când s-au reactivat.

### 1945
Guvernul comunist, condus de dr. Petru Groza, a suprimat libertățile cetățenești și a instaurat treptat un regim de teroare.

### 1946
Deoarece evenimentele s-au potolit cât de cât, mai exista speranța desfășurării unor alegeri libere și primirii unui ajutor occidental. Începând din noiembrie s-a accelerat organizarea rezistenței militare anticomuniste, implicându-se în ea ofițeri superiori.

### 1947
Forțele anticomuniste, din care făceau parte Partidul Național-Țărănesc, Partidul Național Liberal, Mișcarea Legionară, grupurile din armata română, organizațiile studențești și alte forțe, se coalizează.

### 1948
“Elevul Mogoș Ion, din comuna Toderița, împreună cu un grup de profesori și colegi de la liceul „Radu Negru” din Făgăraș au înființat o organizație de luptă împotriva abuzurilor comuniste ce se făceau din ce în ce mai simțite la sate”.
Cei mai mulți dintre studenții făgărășeni activi în mișcare, inclusiv majoritatea fraților de cruce de la Liceul „Radu Negru”, sunt arestați și închiși.
Aceia care au reușit să scape nearestați au constituit grupul de rezistență de pe versantul nordic al munților Făgăraș. În partea estică a județului Făgăraș, s-a organizat grupul „Vultanul”, sub conducerea învățătorului Pridon Ion, (Căpitan în rezervă, fost voluntar în Armata Română în Primul Război Mondial, din Părău). Alături de el se afla Marcel Cornea (student la Farmacie, din comuna Sinea), învățătorul Ioan Boamfă și tânărul Ioan Buta.

### 1949
Ion Mogoș (elev) și cu Pică loan-Victor  (amândoi din comuna Toderița  și amândoi proaspăt eliberați din închisoare), împreună cu Niculae Mazilu (din comuna Leu),  Ioan Roșca (din comuna Râușor), au reînființat frăția de la Liceul „Radu Negru”. În octombrie „erau cooptați 10 elevi de la liceul "Radu Negru" din Făgăraș și alți tineri, în număr de 20, din comunele Toderița, Mîndra, Ileni și Rîușor”.

### 1950
În acest an are loc fuziunea celor două grupuri :
- cea înființată de Mogoș Ion, Pică loan-Victor, Mazilu și Ioan  Roșca , ce avea legături strânse cu elevii liceului „Radu Negru”din Făgăraș

- a celor urmăriți de Securitate și fugiți în munte după 1948, strânși în jurul lui Ion Gavrilă-Ogoranu, cunoscut sub numele de Moșu

## Descriere
Scopul acestor grupări era de ""a pedepsi pe cei ce deposedau pe țărani de avutul lor, făcându-i să se teamă de o pedeapsă măsurată după gravitatea faptelor săvârșite și după dreptatea nescrisă, dar cerută de tradiția locurilor”. O dovada in acest sens pot fi si versurile Marsului Rezistentei Fagarasene.
Cei care au făcut parte din aceasta grupare (care la început era cunoscută sub numele de banda "Hașu", banda "Hașu-Gavrilă", banda "Gavrilă") sunt următorii:
Ilioiu Ion, Sofonea Remus (din Drăguș), Arsu Gheorghe (din Râușor), Radeș Virgil (student), Gheorghe Șovăială (din Berivoi, muncitor), Ion Chiujdea, (din Berivoi, student), Novac Ion (din Berivoi, elev), Mogoș Ion (din Toderița, elev), Pică loan –Victor (din Toderița, elev), Mazilu Nicolae (din Leu), Novac Petre, Pop Jean (pădurar, din Lisa), Hașu Laurian (din Breaza, student), Hașu Andrei (elev), Cîlțea Cornel (din Șonea), Cornea Marcel (student, din Sinea), Novac Gelu (din Făgăraș), Hașu Gheorghe (țăran), Malgan Mihai (student), Ramba Gheorghe (din Voivodeni), Moldovan Dumitru-Bambu (țăran, din Lisa), Moldovan Vasile, Bărcuț Ion (țăran, din Felmer), Pârâu Toma, zis Porîmbu, care refuzase să se mai întoarcă la armată, și încă mulți alții.
Ei trec la instituirea de depozite de arme și alimente în munți, identificarea gazdelor de sprijin și ajutorare cu alimente în caz de retragere în munți.
Echipamentul militar, armamentul și muniția aferentă le-a fost furnizată de către Ion Cîrlig (plutonier în Armată),  Traian Monea (locotenent , comuna Veneția), Partenie Comșa (plutonier în Armată).
Serviciile medicale au fost inițial oferite de către doctorul Ion Halmaghi (comuna Comana), dar numărul persoanelor care au acordat asistență medicală a crescut în timp.
Gazdele lor au fost din comunele Râușor, Ileni, Mândra, Pârâu, Iași.

## Viața în munte
După ce au renunțat să mai doarmă în corturi, membrii Grupului Carpatin Făgărășan au stat in stâne, cabane de vânătoare izolate, peșteri și de multe ori la gazdele din sate (în fânare, grajduri, șure de paie).
Alimentele le obțineau de la oamenii din sate, de la stâne și cooperative, chiar de la cabane și de la turiști. Salariaților li se ofereau în schimbul alimentelor bonuri care să justifice faptul că acestea au fost date în folosul partizanilor. Era o metodă prin care se încerca protejarea acestora, astfel incât Securitatea să nu creadă că au cooperat cu membrii Grupului Carpatin Făgărășan.
Inițial au adăpostit alimentele în peșteri, dar ulterior  au trecut la îngroparea alimentelor în diferite locuri.
Timp de aproape opt ani, "banda Gavrilă" a luptat cu forțele regimului: Miliție, Securitate sau chiar cu Forțele Armate.
În cele 146 dosare de urmărire ale Securității apar menționate 108 acțiuni întreprinse împotriva grupării, repartizate pe ani astfel: 
- 16 acțiuni în 1950
- 7 acțiuni în 1951
- 15 acțiuni în 1952
- 23 acțiuni în 1953
- 25 acțiuni în 1954
- 18 acțiuni în 1955
- 4 acțiuni în 1956.[7]

Treptat membri grupării sunt capturați, condamnați la ani grei de închisoare sau uciși. Până în 1955, aproape toți oamenii lui Gavrilă au fost omorâți sau prinși prin trădare.
Ion Gavrilă - Ogoranu a fost singurul din grup care a scăpat, deoarece a reusit sa evite capcana în care au căzut ultimii săi opt camarazi. Un om de legătură, care se dovedise a fi recrutat de Securitate, le promisese că-i scoate peste graniță. Gavrilă a refuzat să plece din țară, iar după ce a aflat ce pățiseră ceilalți s-a ascuns, pentru 21 de ani, la Ana Săbăduș, din Galtiu – județul Alba. Cei doi s-au căsătorit în secret. Ion Gavrilă - Ogoranu a murit pe 1 mai 2006.

## Caracteristici generale
Fără un comandament unic pe țară, care să coordoneze acțiunile, fără o legătură externă permanentă, cu tactici și strategii diferite, rezultatele nu au putut fi de amploare. Se poate vorbi de o rezistență anticomunistă până în anii 1962, când a fost distrusă. Rezistența făgărășeană, ca de altfel întreaga rezistență anticomunistă pe țară, lucru ce reiese din documentele de atunci, a avut trei caracteristici:
1. caracter național: "Componența eterogenă a grupurilor de rezistență, atât din punct de vedere al originii sociale, cât și al orientării politice este demonstrată și de documente din arhivele organelor represive. Astfel, dintr-o situație statistică întocmită de D.G.S.P. în anul 1951 rezultă că, pentru cele 804 persoane arestate ca membri sau sprijinitori a 17 grupări de rezistență din munți, situația din punct de vedere profesional era următoarea: 558 țărani de diferite stări, 71 muncitori, 30 mic-burghezi, 17 funcționari, 15 preoți, 15 comercianți, 13 militari deblocați și alții. Pentru același „eșantion”, apartenența politică avea următoarea configurație: 88 foști membri ai P.N.Ț.-Maniu, 79 foști membri în Frontul Plugarilor, 73 de foști legionari, 42 foști membri ai P.C.R. , 15 foști membri ai P.N.L.-Brătianu și alții".
"A fost o mișcare națională nu prin existența unui centru unic de comandă sau a unei personalități care să coaguleze diversele grupuri, ci caracterul național trebui înțeles prin prisma structurii etnice, sociale și politice a membrilor, prin legăturile mai mult sau mai puțin efemere stabilite între diferitele grupări, prin scopul unic urmărit - înlăturarea comunismului".
2. caracter creștin: "Desființarea cultului greco-catolic la 1 decembrie 1948 și măsurile de prigoană luată împotriva unor credincioși și preoți ai acestui cult au provocat și ele plecarea în munți a unor persoane urmărite de Securitate sub denumirea de „nereveniți”. Tot din motive religioase au plecat în munți sau au sprijinit lupta armată anticomunistă și credincioși și ierarhi ortodocși sau neo-protestanți".
3. caracter anticomunist: “scopul principal urmărit de aceste grupări poate fi ușor evidențiat: înlăturarea regimului comunist instituit în România”.

## Tactica și strategia Grupului Carpatin Făgărășan
Au avut la dispoziție cel mai compact masiv muntos din România, lung de 100 Km. și lat de 60 Km. fără căi de comunicație, împădurit.
Grupul era format din tineri care se cunoșteau reciproc, se născuseră și trăiseră la poalele munților astfel încât în munți se simțeau în elementul lor.
Și-au extins activitatea pe o suprafață cât mai mare pentru a dispersa forțele trimise împotriva lor. Deoarece Grupul Carpatin Făgărășan nu a avut o conducere unitară, a fost mai dificil distrus. Celelalte grupuri care acționau în munte au fost mai ușor anihilate: forțele Miliției si Securității au putut să încercuiască acele zone și implicit să captureze sau să ucidă partizanii.
Au fost sprijiniți de populație: “În acești ani am găsit în suflete de români, adesea umili și nebăgați în seamă, atâta noblețe și atâta frumusețe, încât nu o viață, dar și o mie de vieți de ai avea, merită să le jertfești”.
Sute de familii din toate satele din Țara Oltului, sute de ciobani din Argeș și Muscel și pădurarii din zona Făgăraș au fost bănuiți de Securitate că oferă sprijin grupului Făgărășan. Spre deosebire de celelalte grupuri de rezistență din munți care nu mai aveau nici un supraviețuitor, mulți membri ai grupului Făgărășan au rămas în viață după 1990.
“Ceea ce ne-a mânat aici, a fost dragostea de acest neam, liberă de orice meschinărie. Am învățat să privim neamul nostru, ca de altfel orice în lume, prin prisma dragostei. EXIȘTI ÎN MĂSURA ÎN CARE IUBEȘTI; ȘI TE ÎNALȚI ÎN MĂSURA ÎN CARE TE JERTFEȘTI PENTRU ACEASTĂ IUBIRE”.
“Noi nu admirăm neamul nostru, nici nu căutăm să-l înțelegem și să-l studiem în virtutea nu știu cărui principiu scornit de mintea omenească. Noi îl iubim. Așa cum e. Așa cum își iubește copilul părinții lui. Și nu l-am schimba cu oricare altul, nici în gând, cum nici o mamă din lume nu și-ar schimba copilul ei. În inima și mintea noastră, n-au încolțit niciodată visuri și gânduri de emigrare prin nu știu ce țări fericite. Voim să rămânem aici părtași ai durerilor și bucuriilor neamului, al destinului său, în valul căruia voim și noi să ne contopim soarta noastră”.
“Și mai ales am simțit în ceasurile negre mâna lui Dumnezeu, atunci când slabele noastre puteri omenești ne-ar fi dus la moarte și deznădejde. Aici, pe crestele munților, am simțit cuvintele Domnului, care ne-a spus că fără El nu putem face nimic. Și noi, prin suferința noastră, am învățat să-L iubim. Căci până nu vei suferi tu însuți, măcar o palmă sau o înjurătură pe nedrept, până atunci nu vei putea înțelege, drama de pe Golgota. Aceste gânduri, adânc frământate în nopți lungi de iarnă, îngropați în zăpezi pe crestele Carpaților sau în ceasurile de veghe cu arma-n mână, vi le închinăm vouă, tineri din sate și orașe, ca semn al dragostei ce v-o purtăm, ca unora ce le va fi dat, când noi nu vom mai fi, să vadă și să desăvârșească marea și strălucita biruință românească”.